# Gonçalo Arruda
Gonçalo Luiz de Arruda (Barão de Melgaço) é um artista plástico brasileiro. Em 1984, aos dezesseis anos, iniciou sua trajetória artística no Ateliê Livre da Fundação de Cultura de Mato Grosso do Sul, em Cuiabá.
Em 2018, suas obras compuseram alguns cenário da telenovela da Rede Globo O Outro Lado do Paraíso.